# Shueyville
Shueyville est une ville du  comté de Johnson, en Iowa, aux États-Unis. Elle est incorporée le 8 mars 1968.

## Source de la traduction
- (en) Cet article est partiellement ou en totalité issu de l’article de Wikipédia en anglais intitulé « Shueyville, Iowa » (voir la liste des auteurs).